# Szegedi György
Szegedi György (Mikeszásza, 1711. november 11. – Marosvásárhely, 1786.) bölcseleti doktor, Jézus-társasági áldozópap és tanár.

## Életútja
1727. október 28-án lépett a rendbe. Tanított a grammatikai, humaniórák és a retorika osztályokban Kolozsvárott és Kassán hat évig a bölcseletet, öt évig Nagyszombatban, Grazban, majd Kassán a teológiát tanította. Rektor volt Kolozsvárott, majd Kassán és ismét Kolozsvárt, ahol egyszersmind a papnevelő intézet kormányzójaként is működött. A rend eltöröltetése (1773) után Marosvásárhelyen plébános volt.

## Munkái
- Pietas hungarica summus ejusdem gentis in Mariam affectus omni obsequiorum genere jam inde a S. Stephani temporibus testatus. Claudiopoli, 1736
- Secunda Deiparae Virginis laudum minuta post laudes lauretanas collecta. Uo. 1736 (elegia)
- Utopiae sapientis, remp. instituentis in tres partes divisae... Promotore. 1748. Uo.